# Chibi Dao
Chibi Dao (kinesiska: 赤鼻岛) är en ö i Kina. Den ligger i provinsen Guangdong, i den södra delen av landet, omkring 110 kilometer söder om provinshuvudstaden Guangzhou.
Genomsnittlig årsnederbörd är 2 267 millimeter. Den regnigaste månaden är maj, med i genomsnitt 413 mm nederbörd, och den torraste är januari, med 22 mm nederbörd.